# Fernando I de Leão
Fernando I de Leão (1016–27 de dezembro de 1065), cognominado o Grande ou o Magno, Rei de Leão (1037–1065), Conde de Castela (1035–1065), conquistou Viseu e Coimbra em 1064.
Era filho de Sancho Garcês III de Pamplona e da Rainha Munia Mayor de Castela. De sua mãe herdou o condado de Castela, em 1029. Sob a divisão de territórios organizada por seu pai antes de sua morte, ele recebe Castela, sucedendo em 1035 como FERNANDO I "el Magno" Rei de Castela.
Conquistou pela força das armas o reino de Leão, com a ajuda de seu irmão García , Rei de Navarra, derrotou e matou o cunhado Bermudo III, Rei de Leão, proclamando-se Rei de Leão e da Galiza a 4 de setembro de 1037. Foi coroado em Santa Maria de Leão, a 22 de junho de 1038, após o qual ele usou o título "imperatur".
O reinado do rei Fernando foi um período de rápida expansão castelhana. Ele derrotou e matou o irmão Garcia Sanches III, Rei de Navarra em Atapuerca em setembro de 1054, exigindo a cessão do distrito de Bureba na margem oeste do alto rio Ebro.
Os laços estreitos entre Borgonha e Espanha começaram durante o reinado de Fernando I, rei de Castela, que estabeleceu uma renda anual de 120 onças de ouro em favor da abadia de Cluny algum tempo depois de 1055.
Aliou-se a Ibn-Hud para atacar o Reino Taifa de Toledo, de quem forçou o pagamento de um grande tributo ou pária, que se tornou a forma estabelecida de angariar receitas para os reinos cristãos.
Em 1057, invadiu o território dos Aftásidas de Badajoz e na campanha das Beiras capturou Lamego a 29 de novembro de 1057 e Viseu a 25 de julho de 1058. Também atacou Santarém, forçando o seu governante a pagar 5.000 dinares por ano para manter uma trégua. Exigiu parias anuais de Saragoça a partir de 1060.
Parte para Santiago de Compostela, em peregrinação para pedir a intercessão de Santiago, para o cerco que iria a efectuar em Coimbra. Nesta viagem, parte com a sua esposa Sancha, os bispos de Santiago, Lugo, Mondonhedo, para além dos abades de Celanova e Guimarães, para além de outras personagens notáveis. Depois de um cerco de seis meses, rendidos pela fome, os habitantes de Coimbra rendem-se a 9 de julho de 1064. Depois desta vitória, Fernando Magno volta juntamente com Sesnando Davides (Conde de Coimbra) para Santiago de Compostela, para agradecer o feito, tornando-se na primeira peregrinação a partir de terras portuguesas de que se tenha conhecimento por documentação histórica.
Tal como fez seu pai, também dividiu o seu reino à hora da morte; assim, o seu primogénito, Sancho, herdou o reino principal, Castela; o resto dos seus domínios foi repartido por Afonso (Leão), Garcia (Galiza), e ainda Elvira e Urraca (a quem deixou a posse de dois mosteiros).
Fernando acabou por falecer na Festa de São João Batista, a 27 de dezembro de 1065.

## Relações familiares
Foi filho de Sancho Garcês III de Pamplona), e da rainha Munia Mayor de Castela. Casou com Sancha I de Leão (1016–7 de Novembro de 1067), filha de Afonso V de Leão e de sua primeira esposa Elvira Mendes, de quem teve:
1. Urraca de Zamora, infanta de Leão (1033–1101), também conhecida por Urraca de Leão;
2. Sancho II de Leão e Castela (1038–1072);
3. Elvira de Toro (1037/38/39–1101);
4. Afonso VI de Leão e Castela (1047–1109);
5. Garcia II da Galiza (depois de 1047–1090).